# Viksäpple
Viksäpple är en äppelsort vars ursprung är Värmland, Sverige. Äpplet som har ett närmast röd och gulaktigt skal mognar i september, och kan därefter förvaras omkring en månad.